# Goethestraße 27 (Magdeburg)

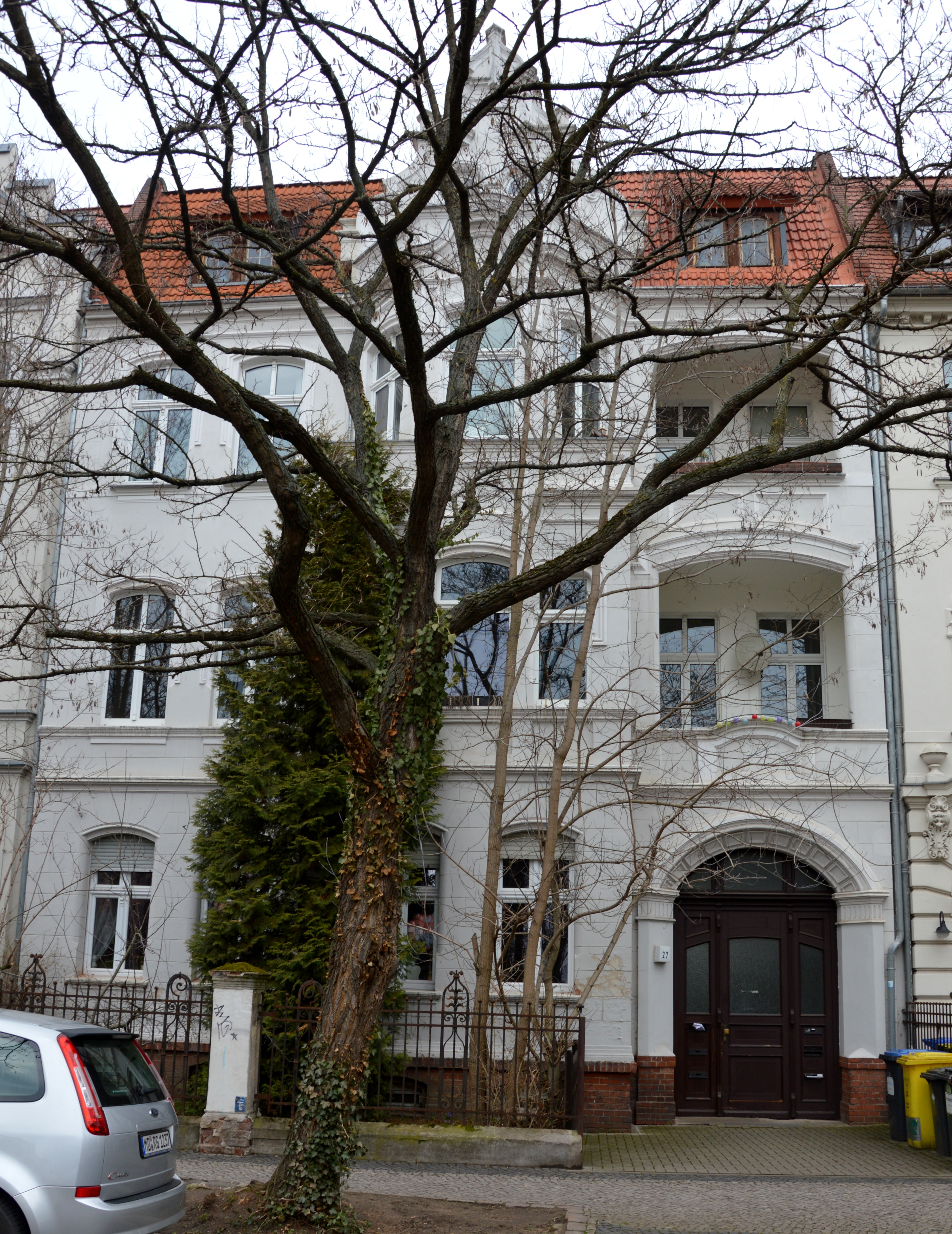
Goethestraße 27

Das Gebäude Goethestraße 27 ist ein denkmalgeschütztes Wohnhaus in Magdeburg in Sachsen-Anhalt.

## Lage
Es befindet sich auf der Nordseite der Goethestraße im Magdeburger Stadtteil Stadtfeld Ost. Östlich grenzt das gleichfalls denkmalgeschützte Haus Goethestraße 26, westlich das Gebäude Goethestraße 28 an. Das Gebäude gehört als Einzeldenkmal zum Denkmalbereich Goethestraße 22–28.

## Architektur und Geschichte
Das dreigeschossige verputzte Gebäude entstand im Jahr 1902 für Ernst Freysold Schmelzer. Die Fassade des repräsentativen, im Stil der Neorenaissance gebauten Wohnhauses ist durch einen mittig angeordneten Kastenerker dominiert. Der Erker wird von einem Schweifgiebel bekrönt. Die beiden östlichen Achsen sind in den beiden oberen Geschossen durch an Loggien erinnernde Balkone ausgebildet, die von jeweils von einem Segmentbogen überspannt werden. Im Erdgeschoss befindet sich in diesen Achsen das Eingangsportal.
Im örtlichen Denkmalverzeichnis ist das Wohnhaus unter der Erfassungsnummer 094 81757 als Baudenkmal verzeichnet.
Das Gebäude gilt als Teil der gründerzeitlichen Bebauung an der Goetheanlage als städtebaulich bedeutsam.